# Paddy McGuire
Paddy McGuire (1884 – 16 de noviembre de 1923) fue un actor cinematográfico irlandés, activo en la época del cine mudo.

## Biografía
Nacido en Irlanda, McGuire trabajó con regularidad como actor de reparto den filmes de Charles Chaplin y otros cineastas, aunque nunca llegó a tener papeles protagonistas.
Paddy McGuire falleció en 1923 en Norwalk (California),, posiblemente a causa de las complicaciones de una sífilis.

## Selección de su filmografía
- The Champion (1915)
- A Jitney Elopement (1915)
- The Tramp (1915)
- By the Sea (1915)
- The Bank (1915)
- Work (1915)
- Shanghaied (1915)
- A Night in the Show (1915)
- Police (1916)
- A Broadway Cowboy (1920)